# Autosserviço

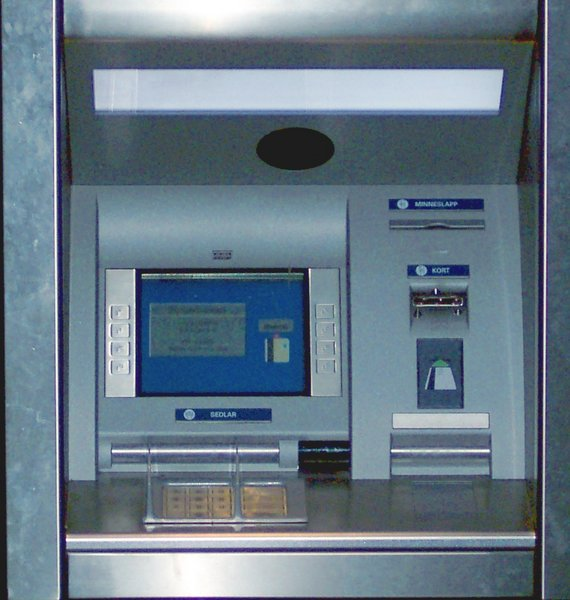
Caixa eletrônica

O autosserviço (também conhecido pelo anglicismo self-service, que significa serviço próprio, ou de si) é uma manifestação do setor terciário que descreve a prática de serviços, em estabelecimentos comerciais, não serem prestados por empregados, mas sim efetuados — em partes ou completo — pelos próprios clientes ou consumidores, com a intenção de baixar custos, ou alcançar uma melhor disponibilidade no mercado (Glossary, 1997 e Self, 2009).

## Como funciona o autosserviço
A disponibilidade de autosserviço é frequentemente encontrada em:
- Restaurantes self-service (como comida por quilo)
- Postos de abastecimento
- Supermercados e hipermercados
- Caixas eletrônicos/Caixas multibanco (de bancos, companhias ferroviárias etc.)

Vantagens de aplicação do autosserviço (Self, 2009):
- Pode proporcionar um nível de serviço mais elevado, originando um menor tempo de espera do cliente e transações mais rápidas. Consequentemente, a satisfação do cliente será maior.
- Permite um melhor aproveitamento do tempo dos empregados, ficando estes com maior disponibilidades para clientes ou serviços mais específicos.

Difere das designações em inglês Drive-in e Drive-thru (o cliente não precisa sair do carro), e Closed-door (o cliente não entra no estabelecimento e recebe seu produto na porta, seja de carro ou a pé).